# Мерлин (мини-серија)
Мерлин (енгл. Merlin) је дводелна телевизијска мини-серија из 1998. године, са Семом Нилом у насловној улози, која прати живот чаробњака Мерлина у митској историји Британије. Лабаво адаптирана из легендарних прича о Камелоту, радња додаје антагонистичку краљицу Маб и проширује Мерлинову позадину пре рођења краља Артура.
Прича је настављена у серији Мерлинов ученик из 2006. године.

## Радња

### Први део
Мерлин, старији човек који приповеда своју животну причу, описује Британију суочену са освајањима и краљевима тиранима од којих је сваки окрутнији према народу од претходног. Вилинска краљица Маб настоји да поврати своју моћ тако што ће привући људе да обожавају стару веру. Да би успела у томе, она ствара чаробњака по имену Мерлин, којим намерава да оствари своје циљеве. Мерлинова мајка умире на порођају, а њега одгаја старатељка Амброзија.
Годинама касније, младић Мерлин прича Амброзији како је спасао племићку ћерку, Нимуе, од живог блата магично продуживши грану. Амброзија му говори о његовој прошлости и он је послат код Маб где започиње обуку са Фриком, Мабиним гномским слугом, међутим, Мерлин не показује претерано интересовање да помогне Маб у њеном науму, што је љути. Мерлин од Госпе од Језера, Мабине сестре, открива да је Маб пустила његову мајку да умре и да је Амброзија болесна. Маб стиже до Амброзијиног дома пре Мерлина, али када Амброзија одбије да убеди Мерлина да се врати Маб, ова смртно повређује Амброзију. Мерлин покушава да нападне Маб, али не може да је победи; она хладно одбацује смрт његове мајке и Амброзије као „ратне жртве” и заклиње се да ће јој Мерлин помоћи. Мерлин се заклиње крвљу да ће користити своје моћи само да би победио Маб.
Пролазе многе године. Тирански краљ Вортигерн је бесан што се његов нови замак непрестано руши. Маб убеђује Вортигерна да ће његов замак стајати само ако се Мерлинова крв помеша са малтером. Вортигерн наређује да се Мерлин убије, али попушта када му Мерлин исприча о својој визији: гримизни змај који представља Утера Пендрагона побеђује белог змаја који представља Вортигерна. Маб говори краљу да може да победи Утера жртвујући Нимуе змају у нади да ће Мерлин прекршити свој завет и искористити магију. Мерлин користи магију да спасе Нимуе, а она је послата у Авалон да се опорави од опекотина. Мерлин тражи помоћ од Госпе од Језера, а она му даје магични мач Екскалибур.
Мерлин упозорава Утера на Вортигернову намеру да га нападне под окриљем зиме. Утер слуша Мерлиново упозорење, а Мерлин користи Ескалибур да победи Вортигерна током битке, дајући мач Утеру након тога.
Утер постаје опседнут Игрејн, супругом војводе од Корнвола. Видевши његово лудило у настајању, Мерлин превари Утера да му преда Екскалибур и забија га у Вековни камен, који обећава да ће га задржати док га добар човек не извуче. Утеров ум постаје оптерећен лудилом и пожудом за Игрејн, а Британија поново клизи у грађански рат. Мерлин склапа договор са Утером да му помогне да заведе Игрејн у замену за старатељство над сином рођеним из њихове везе, као и да војвода и његови људи буду поштеђени. Мерлин мења Утеров изглед у војводин, заваравајући све у замку Тинтаџел осим Игрејнине младе ћерке, Моргане ле Феј. Након што је спавао са Игрејн, Утер даје дозволу да се војвода и његови људи погубе, намерно прекршивши реч дату Мерлину.
Док се Игрејн порађа, на Мабин налог, Фрик убеђује Моргану да стави црни камен испод чаршава у колевци за бебу. Игрејн рађа Артура. Маб се тада суочава са Мерлином, бацајући клетву на Артура, али Мерлин се заклиње да ће га одгајати да следи путеве добра и нада се да ће му Артур помоћи да је победи.

### Други део
Мерлин почиње да подучава Артура. У међувремену, Утер све више тоне у лудило и врши самоубиство, остављајући краљевство у немиру. Племићи у краљевству покушавају да извуку Ескалибур из Вековног камена, али нико не успева све док Мерлин не представи Артура, коме је дозвољено да извуче мач.
Након почетног непријатељства, племићи се уједињују и проглашавају Артура за свог законитог краља. Мерлин одлази, мислећи да је краљевство коначно у миру. Маб, међутим, упућује Фрика да потражи Моргану и отрује јој ум тако што ће је учинити лепом и натерати да заведе Артура, који није свестан да му је она полусестра. Мерлин жури назад да се супротстави Артуру, а Моргана рађа Мордреда, који је због свог родоскрвног порекла рођен зао. Маб помаже у подизању Мордреда да постане Артурова пропаст. Артур започиње изградњу свог замка Камелот и жени се Гиневром.
Артур одлучује да поведе своје витезове у потрагу за Светим гралом и одржава турнир да би прогласио свог првака који ће бранити и завршити изградњу Камелота у његовом одсуству. Госпа од Језера се заклиње да ће одвести Мерлина до човека достојног да буде чувар Камелота. Мерлин упознаје дечака Галахада и његове родитеље Ланселота, вештог јахача и мачеваоца, и Илејн од Астолата. Мерлин доводи Ланселота у Камелот, где односи победу на турниру.
У Артуровом одсуству, Гиневра и Ланселот започињу љубавну аферу. Маб се побрине да Илејн види његову издају и убрзо је пронађена мртва на обали Камелота. Ланселот бежи из Камелота у својој кривици и стиду. Артур и његови витезови се враћају, пошто је њихова потрага за Гралом пропала.
Мордред се представља као Артуров син и наследник и свима открива Гиневрину издају. Артур је приморан да је осуди да буде спаљена на ломачи због издаје, али приватно натера Мерлина да је спасе пре него што буде повређена, због чега губи поштовање међу млађим племићима. Ланселот се враћа у Камелот да спасе Гиневру и они одјашу у изгнанство.
Мордред подиже војску међу онима који су незадовољни Артуром и Мерлином. У међувремену, Фрик и Моргана се заљубљују. Када Моргана одбије да дозволи Маб да и даље користи Мордреда, Маб је убија. Фрик се заклиње да ће се осветити Маб, али остаје немоћан када му она одузме магију.
Маб ствара идилични дом у дивљини за Нимуе и тражи од ње да убеди Мерлина да остане са њом, надајући се да ће га спречити да се умеша у предстојећу битку. Желећи да буде са њим, Нимуе пристаје и шаље по Мерлина.
Војске Мордреда и Артура почињу битку код Камлана, где обе стране трпе тешке губитке. Артур побеђује Мордреда и убија га, али Мордред задаје смртоносни ударац Артуру. Осећајући да његов штићеник умире, Мерлин напушта Нимуе да би отишао код Артура, али Мабина креација се затвара иза њега, растављајући Мерлина од Нимуе заувек. На бојном пољу, Маб не може да спасе Мордреда, а Артур живи тек толико да каже Мерлину да врати Екскалибур тамо где је пронађен. Мерлин враћа мач Госпи од Језера. Она открива Мерлину да полако умире док стара вера бива заборављена. Мерлин је оптужује да га је лагала о чувару Камелота, али она објашњава да је Галахад био тај који је био прави чувар и могао је све ово да спречи, иако она уверава Мерлина да Артурова смрт није његова кривица. Мерлин наилази на Фрика међу преживелима из Артурове војске, који га упозорава да је Маб, иако је знатно ослабљена, и даље опасна.
Мерлин се супротставља Маб у Камелоту, али магични двобој који је уследио завршава се пат-позицијом. Маб се подсмева да је нерањива на конвенционална средства уништења, али Мерлин одговара да ће бити поражена када буде заборављена. Маб полако нестаје док јој Мерлин, Фрик и цео двор Камелота окрећу леђа и одлазе.
Мерлин у садашњости завршава своју приповест. Фрик му напомиње да се догађаја сећа другачије, а Мерлин признаје да је тако, али он ту причу није могао да исприча својим слушаоцима. Фрик води Мерлина до његовог остарелог магичног коња, за којег каже да ће га одвести до Нимуе. Фрик објашњава да су нешто након што је Маб нестала, чаролије које је бацила изгубиле своју ефикасност, а Нимуе је ослобођена. Мерлин проналази старицу Нимуе у Амброзијиној старој шумској кући. Он успева последњим чином магије да их обоје подмлади како би коначно могли да живе заједно.

## Улоге
| Глумац                   | Улога           |
| ------------------------ | --------------- |
| Сем Нил                  | Мерлин          |
| Данијел Броклбенк (млад) | Мерлин          |
| Миранда Ричардсон        | Краљица Маб     |
| Миранда Ричардсон        | Госпа од Језера |
| Изабела Роселини         | Нимуе           |
| Агњешка Козон (млада)    | Нимуе           |
| Мартин Шорт              | Фрик            |
| Пол Каран                | Артур           |
| Хелена Бонам Картер      | Моргана ле Феј  |
| Алис Хамилтон (млада)    | Моргана ле Феј  |
| Рутгер Хауер             | Краљ Вортигерн  |
| Џејмс Ерл Џоунс          | Вековни камен   |
| Џон Гилгуд               | Краљ Констант   |
| Били Вајтло              | Амброзија       |
| Лина Хиди                | Гиневра         |
| Џејсон Дан               | Мордред         |
| Марк Џекс                | Утер Пендрагон  |
| Рејчел де Тејм           | Игрејн          |
| Џереми Шефилд            | Ланселот        |
| Себастијан Роше          | Гавејн          |
| Питер Вудторп            | Пророк          |
| Џон Макинери             | Лорд Ардент     |
| Николас Клеј             | Лорд Лео        |
| Џон Тарнер               | Лорд Лот        |
| Роџер Ештон-Грифитс      | Сер Борс        |
| Николас Грејс            | Сер Егберт      |
| Роберт Еди               | Сер Гилберт     |
| Кит Бакстер              | Сер Хектор      |

## Продукција
Мини-серију је продуцирао Дајсон Ловел, а режирао Стив Барон. Причу је написао Едвард Хмара, а теледраму Дејвид Стивенс и Питер Барнс. Илустратор Алан Ли служио је као идејни дизајнер филма.
Упркос честим елементима фантастике, серија је делимично историјски тачна, у складу са вероватним пореклом легенде о Артуру у пост-римској Британији. Костими и реквизити коришћени у филму укључују оружје и оклопе из мрачног доба или рано средњовековног келтског и римског стила (као што су мачеви из гвозденог доба, верижњаче, кожни и љускасти оклопи). Насупрот томе, други артуровски филмови као што су Екскалибур, Витезови Округлог стола и Први витез користили су оружје и оклопе у стилу високог или касног средњег века (као што су дуги мачеви и пуни оклопи). Међутим, присутни су неки анахронизми, попут употребе термина „витез” и „Сер” и присуство римског грудног оклопа годинама након што је престао са коришћењем. Током сукоба између Вортигерна и Утера, за Утера се каже да врши инвазију из Нормандије, упркос томе што се филм одвија много пре викиншког доба, а тиме и колонизације Нормана, по којима је Нормандија добила име.
Николас Клеј, који глуми Гиневриног оца, лорда Леа, и Роберт Еди, који игра сер Гилберта, појавили су се у филму Екскалибур Џона Бурмана из 1981. као Ланселот и Мордред.

## Пријем
Оригинално телевизијско емитовање у Сједињеним Државама постигло је рекордну гледаност са процењених 70 милиона гледалаца, што је био „рејтинг који би се могао сматрати магичним”, како је навео The New York Times.